# Новоюльевский сельский совет
Новоюльевский сельский совет (укр. Новоюлівська сільська рада) — входит в состав
Софиевского района
Днепропетровской области
Украины.
Административный центр сельского совета находится в 
с. Новоюльевка.

## Населённые пункты совета
- с. Новоюльевка
- с. Авдотьевка
- с. Новопетровка
- с. Степовое
- с. Трудолюбовка